# Schloss Talcy

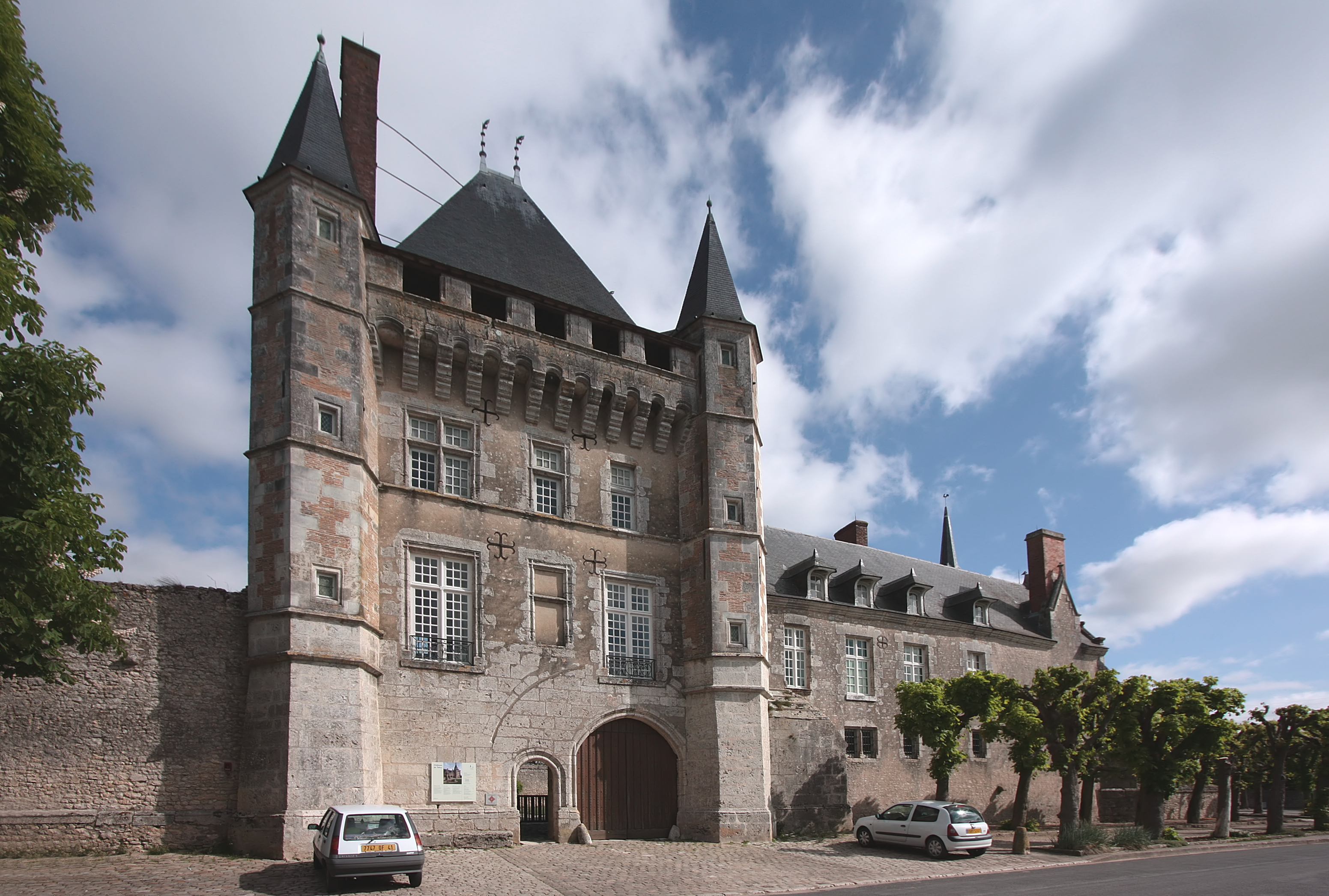
Straßenfront von Schloss Talcy

Das  Schloss Talcy steht im gleichnamigen französischen Ort Talcy im Département Loir-et-Cher, Region Centre-Val de Loire. Etwa 20 Kilometer nordöstlich von Blois und damit am äußeren Rand des Loiretals in der fruchtbaren Beauce gelegen, gehört es zu den Schlössern der Loire.
Das äußerlich schlicht und sehr streng wirkende Schloss wurde im August 1908 als Monument historique unter Denkmalschutz gestellt und ist weniger wegen seiner Architektur als vielmehr wegen seiner Bewohnerinnen bekannt. Zwei hübsche Töchter der Besitzerfamilie Salviati gingen als Musen der Schriftsteller Pierre de Ronsard und Théodore Agrippa d’Aubigné in die Literaturgeschichte ein: Cassandre Salviati und ihre Nichte Diane.
Die fast vollständig erhaltene Innenausstattung des Schlosses mit Möbeln aus dem 17. und 18. Jahrhundert sowie sein restaurierter Barockgarten können entgeltlich besichtigt werden.

## Beschreibung
Die Schlossanlage besteht aus zwei Gebäudekomplexen: den herrschaftlichen Wohngebäuden, die sich um den sogenannten Schlosshof gruppieren, und mehreren nördlich davon stehenden Ökonomiegebäuden, die den sogenannten Wirtschaftshof umschließen. Nördlich davon liegen ein barocker Garten und die Reste eines Schlossparks. Die gesamte Anlage ist durch eine etwa 500 Meter lange Achse der Länge nach geteilt. Sie beginnt mit einer Allee, die von Süden auf das Schlossportal zuläuft, durchquert als gepflasterter Weg beide Innenhöfe, setzt sich in den Gartenanlagen fort und endet am Nordrand des waldbestandenen Parks.

### Architektur

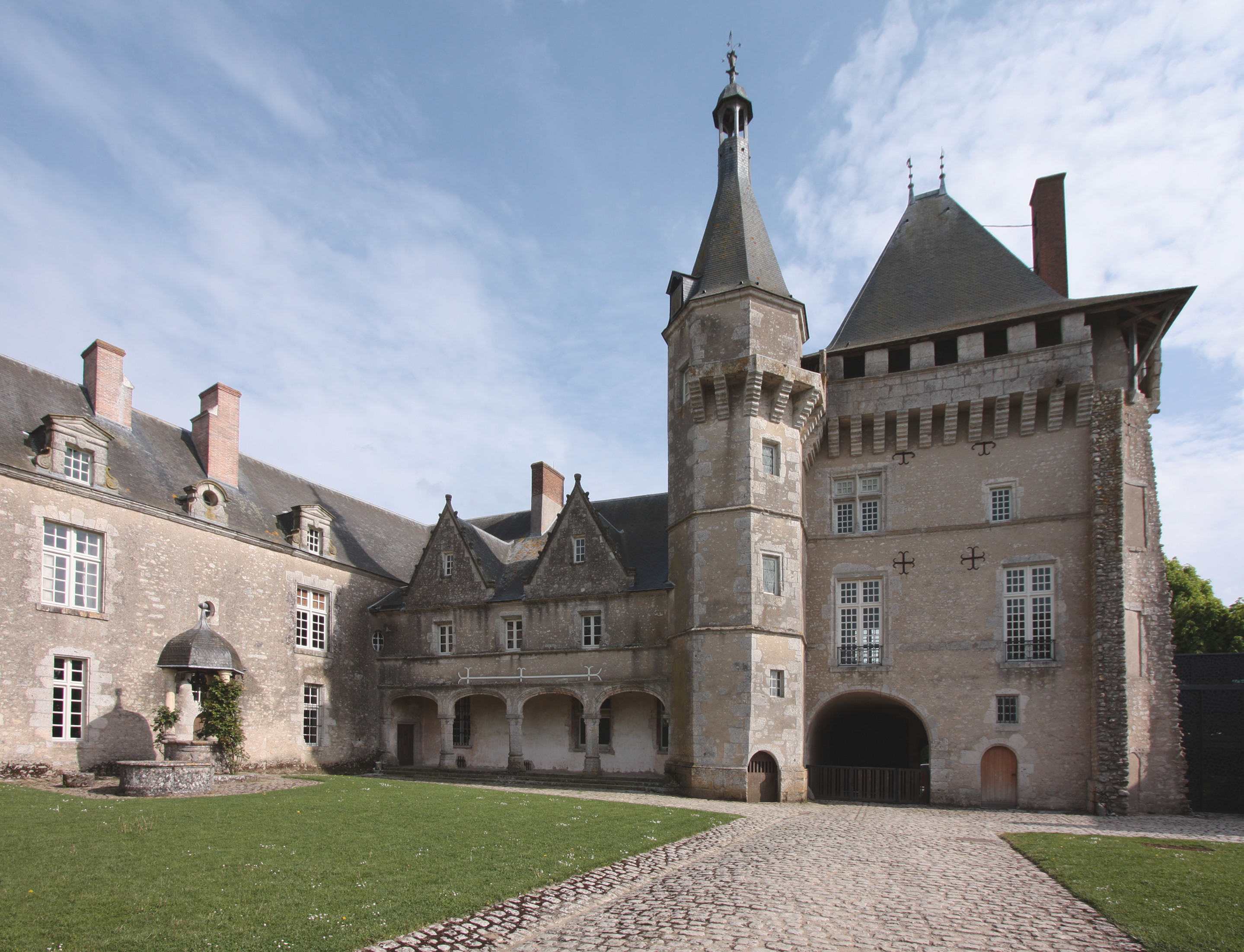
Hofseite des Donjons mit dem Treppenturm und der sich anschließenden Galerie

Das Schloss wurde während der Renaissance erbaut, vermittelt aber eher den Eindruck, dem ausgehenden Mittelalter zu entstammen. Es ist sehr schlicht gehalten und besitzt mehrere wehrhafte Bauelemente, die aber lediglich zu Dekorationszwecken angebracht wurden. Dafür fehlen die typischen Stilmittel der Renaissance wie Pilaster, ornamentierte Friese oder skulptierte Arabesken. Das rustikale Landschloss hat in dieser Hinsicht starke Ähnlichkeit mit dem Schloss Fougères-sur-Bièvre, das auf den ersten Blick architektonisch ebenfalls mehr einer Burg als einem Schloss gleicht.
Das Schlossareal kann über den Donjon mit hohem Walmdach betreten werden, der zugleich die Funktion eines Torturms erfüllt. Seine drei Geschosse erheben sich auf einem quadratischen Grundriss. Sein Erdgeschoss aus Natursteinquadern weist zwei Eingänge auf: eine kleine Pforte für Fußgänger und eine große, rundbogige Toreinfahrt, die früher mit einem quer liegenden Holzbalken von innen versperrt werden konnte. Die Auflagelöcher dafür sind noch zu beiden Seiten des Tores in der Mauer vorhanden. An den beiden außenseitigen Ecken besitzt der Donjon zwei sechseckige Türme mit polygonalen Helmen. Ihre Obergeschosse wurden aus rotem Backstein mit hellen Eckquaderungen gemauert. Sie sind durch einen um das dritte Geschoss herumlaufenden, überdachten Wehrgang mit Zinnen miteinander verbunden. Dieser wird von vorkragenden Konsolen getragen und besitzt im Bereich über den Eingängen Maschikulis. Die Außenfassade weist heute verschiedenartige und unterschiedlich große Fenster auf. Früher besaßen die ersten beiden Obergeschosse jeweils ein mittiges Fenster mit Fensterkreuz, das von zwei weiteren Fenstern flankiert war. Das Mittelfenster der ersten Donjon-Etage ist heute zugemauert. Dafür wurden die beiden Seitenfenster erheblich vergrößert. Im zweiten Geschoss wurde eines der beiden Seitenfenster durch eine schmalere Version ersetzt.
Hofseitig steht an der Nordostecke des Donjons ein achteckiger Treppenturm mit Wendeltreppe in seinem Inneren, dessen Bau unvollendet blieb. Sein polygonales Schieferdach besitzt als oberen Abschluss eine Laterne.

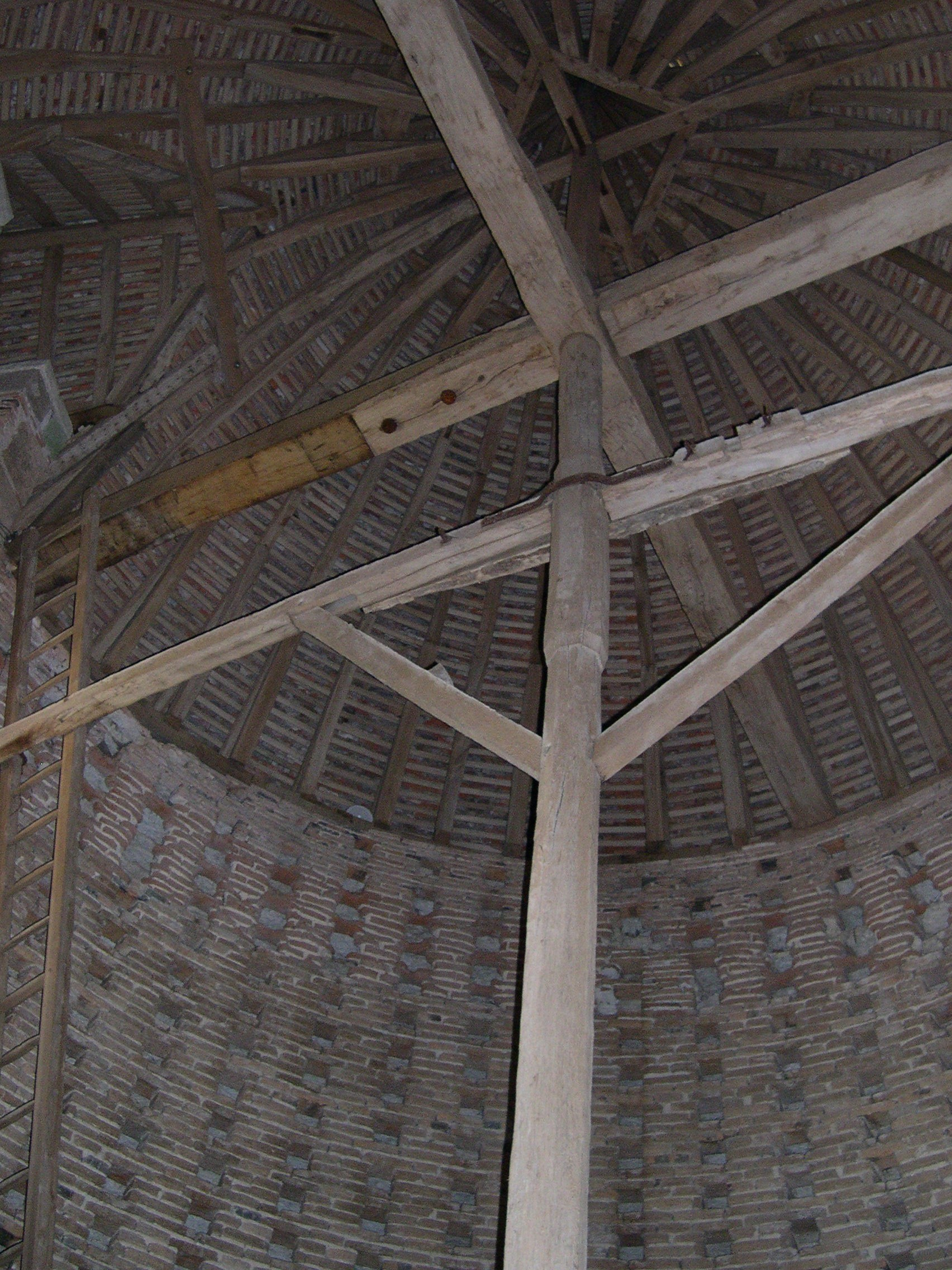
Das Innere des Taubenturms

Östlich des Donjons schließt sich der Südflügel an, ein rechteckiger Wohnflügel, der ebenso wie der hofseitige Treppenturm bis zu einem Brand im 16. Jahrhundert ein gleich aussehendes Pendant an der Westseite des Donjons besaß. Nachdem dieser Flügel aber durch ein Unglück abgebrannt war, wurde er nicht wieder aufgebaut. Lediglich einige Mauerreste sind von diesem Gebäude noch vorhanden. Der Südflügel besitzt auf der Seite des Innenhofs im Erdgeschoss eine schlichte Galerie mit Balkendecke. Ihre vier flachbogigen Arkaden werden von achteckigen Pfeilern mit gotischen Basen getragen. Das Dachgeschoss des Gebäudetrakts weist zwei schlichte Zwerchgiebel in Dreiecksform auf.
Der ebenfalls zu Wohnzwecken dienende und aus dem 16. Jahrhundert stammende Ostflügel des Schlosses schließt sich rechtwinklig an den Südflügel an und begrenzt mit diesem und dem Donjon den Schlosshof. In diesem stehen ein rundes Wasserbecken von 1814 sowie ein Ziehbrunnen mit einem schiefergedeckten Dach, das von drei Säulen getragen wird. An seinem nördlichen Ende stößt der Ostflügel an die einstige Schlosskapelle, die heute die Pfarrkirche des Ortes ist.
Hinter der nördlichen Begrenzungsmauer des Schlosshofs stehen um den Nussbaum-bestandenen Wirtschaftshof die ehemaligen Wirtschaftsgebäude der Anlage. Neben einer Pferdeschwemme ist dort in einer alten Scheune eine noch funktionstüchtige Kelter aus dem Jahr 1640 zu sehen. Die besondere Attraktion des Hofes ist aber sein Taubenhaus aus dem 16. Jahrhundert in Form eines großen Rundturms. Er ist eines der wenigen erhaltenen Exemplare seiner Art. Weil die Haltung und Zucht von Tauben seit dem Mittelalter als Vorrecht des Adels galt, wurden während der Französischen Revolution viele  Taubenhäuser als verhasstes Symbol adeliger Privilegien zerstört. Der Turm besitzt einen Durchmesser von mehr als neun Metern und weist in seinem Inneren rund 1500 Nisthöhlen auf. Zwei Lukarnen in seinem Kegeldach dienten als Ein- und Ausgänge für die Tauben.

### Innenausstattung

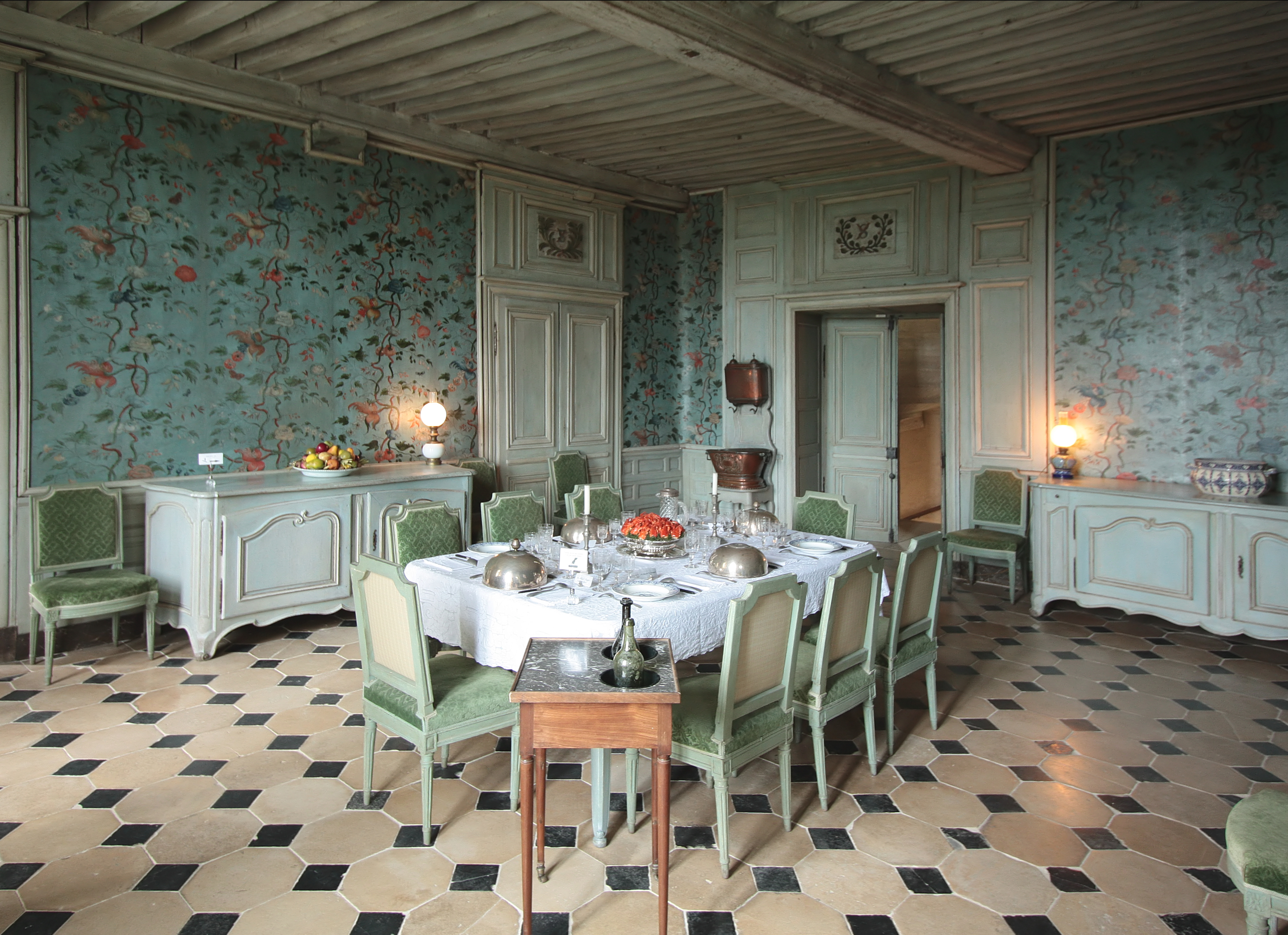
Das Esszimmer

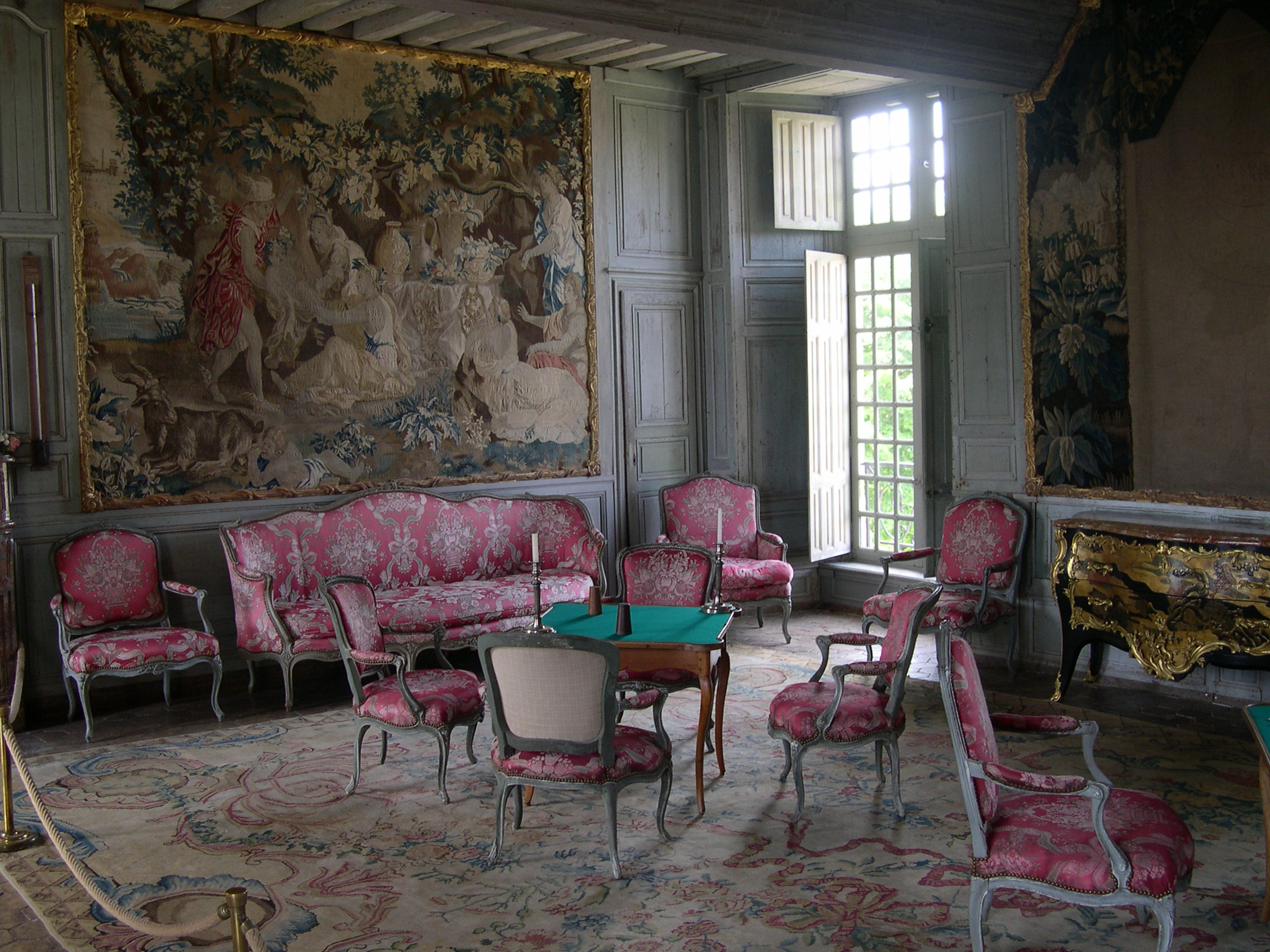
Der Große Salon

Schloss Talcy ist trotz seiner wenig spektakulären Architektur ein beliebtes Ausflugsziel, denn es besitzt eine nahezu vollständig erhaltene Innenausstattung mit Möbeln, die zum Teil noch aus dem 17. und 18. Jahrhundert stammen. In ihrer Gesamtheit vermitteln sie ein anschauliches Bild gutsherrlichen Lebens im 18. und 19. Jahrhundert. Die Räume sind eher gediegen denn luxuriös eingerichtet, und die architektonische Innenausstattung macht einen sehr rustikalen, schlichten Eindruck.
Der Gardensaal im Erdgeschoss des Südflügels besitzt eine Balkendecke und einen Fliesenfußboden mit Wabenoptik. Sein Kamin mit Resten alter Bemalung stammt aus dem ersten Viertel des 16. Jahrhunderts. Blickfang ist dort ein seltener Millefleurs-Wandbehang aus dem 15. Jahrhundert.
Die Schlossküche ist architektonisch noch vollständig so erhalten, wie sie im 16. Jahrhundert erbaut wurde. Dazu gehören zum Beispiel die Decke mit Tonnengewölbe und die drei Meter breite offene Feuerstelle mit einem flachen Rundbogen als oberem Abschluss. An der rechten Seite der Feuerstelle befindet sich ein alter Backofen, und die Vorrichtung mit dem drehbaren Bratspieß ist heute noch funktionstüchtig.
Am Nordende des Ostflügels befindet sich im Erdgeschoss das Schlafzimmer Karls IX. mit einer dunklen Täfelung und einem Bett, dessen wertvolle Stoffbespannung ein französisches Fischgrätmuster aufweist. Den Namen erhielt der Raum von einem kurzen Aufenthalt des französischen Königs Karl IX., der im Alter von zwölf Jahren in diesem Zimmer übernachtete.
In der ersten Etage befindet sich über dem Schlafzimmer Karls IX. das Schlafzimmer Katharinas von Medici, die dort im Jahr 1562 nächtigte. Der Raum besitzt eine helle Balkendecke und eine Täfelung im gleichen Farbton. Blickfang ist das Baldachinbett aus dem 17. Jahrhundert mit Seidenvorhängen. Eine Tür führt von diesem Zimmer direkt auf eine Empore in der benachbarten ehemaligen Schlosskapelle.
Über dem Gardensaal liegt in der ersten Etage das Esszimmer des Schlosses, dessen Fußboden mit schwarzen und weißen Fliesen belegt ist. Seine Wände sind im unteren Viertel und im Bereich der Türen mit einer hellen Täfelung verkleidet. Die übrigen Flächen sind mit einer kostbaren Leinentapete aus der Zeit Ludwigs XV. bespannt, die auf türkisfarbenem Grund mit Pflanzenranken und bunten Blüten bemalt ist. Passend zur hellen Holzausstattung sind die Möbel aus der Werkstatt des Kunsttischlers Belet in Weiß gehalten.
Nachbarraum des Esszimmers ist der Große Salon im Donjon. Er nimmt dessen gesamtes erstes Geschoss ein und besitzt – wie die meisten anderen Schlossräume auch – eine Balkendecke. Die weiße Wandtäfelung weist vier Aussparungen auf, die durch große Tapisserien aus Aubusson gefüllt sind. Die Wandbehänge aus dem 17. Jahrhundert wurden eigens für diesen Raum hergestellt, was leicht an ihrer Größe zu erkennen ist, die genau auf die Täfelung abgestimmt ist. Sie zeigen Szenen aus der griechischen Mythologie. Den Fliesenboden bedeckt ein großer Savonnerie-Teppich. Die Besonderheit dieses Raums macht die Vielzahl der dort zu sehenden Sitzmöbel mit einer Bespannung aus rotem Satin aus, denn fast alle im 18. Jahrhundert üblichen Arten sind vertreten: zwei Canapés, eine Bergère (französisch: Fauteuil Bergère), acht Königinnensessel (französisch: Fauteuils à la reine) und vier Cabriolet-Sessel (französisch: Fauteuil en cabriolet), die alle aus der Werkstatt des Pariser Kunsttischlers Jean-Baptiste Lebas stammen. Die meisten Fauteuils sind um zwei Spieltische im Louis-quinze-Stil gruppiert. Ebenfalls sehenswert ist in diesem Zimmer eine schwarz lackierte Kommode mit vergoldeten Bronzeapplikationen aus der Werkstatt Desmoulin.
Weitere wertvolle Möbelstücke im Schloss sind ein Bett im Empirestil mit einem Baldachin in Zeltform und ein sogenannter Waschtischsekretär aus dem 18. Jahrhundert sowie im Kleinen Salon sechs Louis-quinze-Sessel und eine Prunkkommode mit Rokoko-Dekor.

### Garten und Park

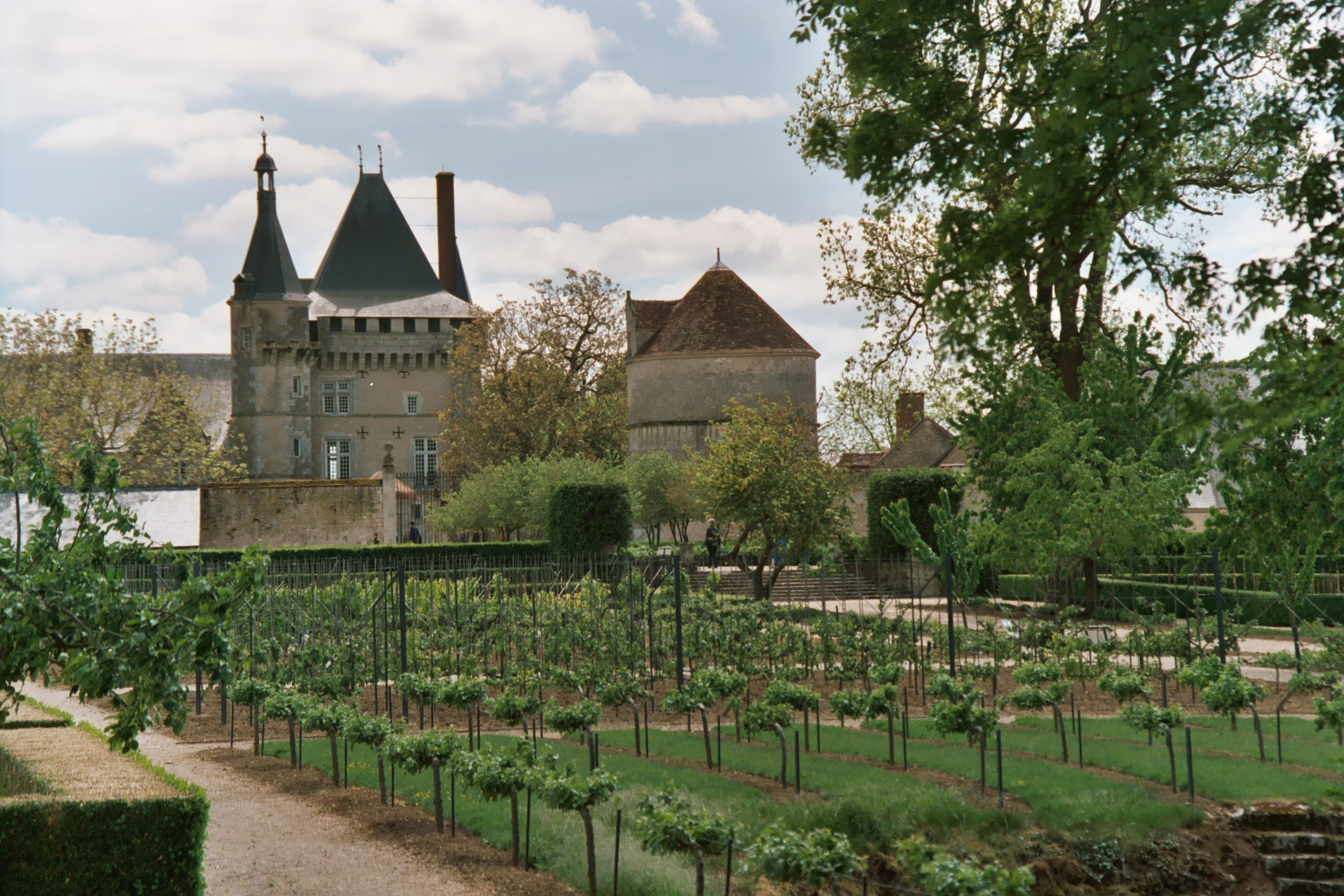
Teile des Barockgartens mit dem Schloss im Hintergrund

Der nördliche Teil des Schlossareals wird von einem sieben Hektar großen Garten mit streng symmetrisch angelegten Parterres im Stil des Barock und einem kleinen Park eingenommen. Vom Wirtschaftshof aus gelangt man zu einer Gartenterrasse mit zwei Rasenparterres, die mit niedrigen Bäumen bepflanzt und von einer Hecke umschlossen sind. An der Nordseite der Terrasse führt eine halbkreisförmige Freitreppe zum tiefer gelegenen Barockgarten, dessen Bepflanzung nach authentischen Listen des 18. Jahrhunderts seit 1996 unter Leitung der Landschaftsarchitektin Joëlle Weill wiederhergestellt wird. Insgesamt 19 Parterres dienen zugleich als Obst-, Gemüse- und Lustgarten. Die Obstparterres, in denen alte Apfel- und Birnensorten kultiviert werden, sind durch Blumenparterres aufgelockert. Östlich des Gartens befindet sich ein großes, gepflegtes Rasenareal, das ebenso ein Überbleibsel des einstigen Schlossparks ist wie das Waldstück nördlich des Gartens, das durch ein Gittertor betreten werden kann. Es ist von zahlreichen Wegen durchzogen, die von zwei Mittelpunkten aus strahlenförmig den Wald durchkreuzen.

## Geschichte

### Eigentümer und Bewohner
Die Ursprünge des heutigen Schlosses gehen bis in das 13. Jahrhundert zurück, als Talcy eine Seigneurie war. 1221 erstmals urkundlich erwähnt, gehörte die Domäne zu jener Zeit der aus Beaugency stammenden Familie St. Lazare.
1466 erwarb der aus Paris kommende Anwalt Pierre Simon den Besitz und vererbte ihn an seinen Sohn Jean, über den er an Pierres Enkel Philippe kam. Als Philippe ohne männliche Nachkommen starb, ging Talcy an dessen Bruder Jean, der conseiller clerc im Parlement de Paris war und später Bischof von Paris wurde. Nach seinem Tod 1502 kamen das Schloss und die Seigneurie an Jeans Schwester Marie, die sie am 8. November 1517 an Bernard Salviati verkaufte. Der Florentiner Kaufmann und Bankier stand im Dienste Franz’ I. und war durch Heirat ein Verwandter der Katharina von Medici. Durch Umbauten und Erweiterungen gab er dem Schloss seine heutige äußere Gestalt. Bernard und seine Frau Madeleine de La Tour d’Auvergne hatten eine Tochter namens Cassandre, der Pierre de Ronsard anlässlich eines Balls am 25. April 1545 im Schloss Blois begegnete und in die er sich verliebte. 1552 veröffentlichte Ronsard eine Gedichtsammlung mit dem Titel Amours de Cassandre, obwohl die Angebetete sein Werben nicht erhörte und einen anderen Mann heiratete.
Cassandres Bruder Jean wurde nach dem Tod des Vaters neuer Schlossherr. Seine gutaussehende Tochter Diane, die er gemeinsam mit seiner Frau Jacquette Malon de Bercy hatte, war die zweite Frau der Familie, die einem französischen Schriftsteller den Kopf verdrehte. In diesem Fall war es der junge Théodore Agrippa d’Aubigné, welcher der schönen Salviati-Tochter seine erste Gedichtsammlung Le Printemps widmete. Zur Zeit Jeans spielte das Schloss Talcy für wenige Tage auch eine wichtige Rolle in der französischen Geschichte, denn dort trafen sich am 28. und 29. Juni 1562 die Regentin Katharina von Medici und ihr noch unmündiger Sohn Karl IX. mit Vertretern der Hugenotten wie Antoine de Bourbon und Louis I. de Bourbon zur sogenannten Konferenz von Talcy. Während dieses Treffens versuchten die beiden Parteien, den Auseinandersetzungen zwischen Katholiken und Hugenotten im französischen Königreich ein Ende zu bereiten, hatten aber keinen Erfolg.
Dianes Bruder Forese wurde nach dem Tod des Vaters neuer Herr von Talcy und heiratete Isabelle Sardini, die Tochter des Schlossherrn von Chaumont, Scipione Sardini. Ihre gemeinsame Tochter, die wie ihre Mutter Isabelle hieß, ließ seit langer Zeit als erste wieder einige baulichen Veränderungen am Schloss durchführen. Noch bis 1668 blieb die Anlage im Besitz der Salviatis, dann erwarb sie Antoine de Preuilly, der sie aber bereits 1674 an Blanchard de St. Martin weiterverkaufte. Über dessen Erben kam Talcy an Jérémie Burgeat, der einer Familie königlicher Offiziere entstammte, die um 1720 in den Adelsstand erhoben wurde.
Drei Generationen der Familie Burgeat besaßen das Schloss, ehe es 1780 an Elisabeth Gastebois, eine Bankierswitwe, verkauft wurde. Durch die Heirat ihrer Enkelin Marie-Madeleine Pierrette Vincens mit Philipp Albert Stapfer kamen die Gebäude 1834 an diese Schweizer Familie von Bankiers und Diplomaten. Später lebte auch ihr Sohn Albert Stapfer mit seiner Familie auf dem Schlossanwesen. Nach dem Tod der letzten Schlossbewohnerin wurden 1931 die Schlossbibliothek und das Archiv von Talcy versteigert und das Anwesen von den Erben am 16. Februar 1932 an den französischen Staat verkauft. Im Kaufvertrag hielt man fest, dass die erhaltenen Möbel, Tapeten und Tapisserien nicht aus dem Schloss entfernt werden durften. Dieser Vertragsklausel verdankt die Anlage ihre außergewöhnlich vollständige Inneneinrichtung.

### Baugeschichte
Ältester Teil der Schlossanlage ist der heutige Donjon. Nach dem Erwerb Talcys durch Bernard Salviati erhielt dieser am 12. September 1520 vom Erzbischof von Toulouse, Jean dʼOrléans-Longueville, die Erlaubnis, ein festes Haus zu bauen und es mit Mauern, Gräben, Türmen, Schießscharten und sonstigen wehrhaften Elementen auszustatten. Als Bedingungen für diese Erlaubnis nannte der Erzbischof, der als Seigneur von Beaugency Feudalherr Talcys war, dass Bernard sich weder Burgherr nannte noch eine eigene Leibgarde aufstellte. Aber der neue Herr Talcys machte von der Erlaubnis zur Befestigung keinen echten Gebrauch, denn das Schloss besaß zum Beispiel nie einen Graben und damit auch keine Zugbrücke. Und selbst die architektonischen Elemente, die augenscheinlich wehrhaft waren, hatten keine echte Wehrfunktion mehr, sondern waren mehr dekorativer Art.
Obwohl Salviati Italiener war, ließ er ab 1520 kein Schloss im Stil der italienischen Renaissance errichten, wie sie allerorten im Loiretal zu jener Zeit üblich waren, sondern baute ein nüchternes Landschloss in der Schlichtheit französischer Architekturtradition. Möglicherweise nutzte er dabei schon vorhandene, ältere Bausubstanz eines durch die Familie Simon 1480 errichteten Torbaus. Neu hinzu kamen jedoch der heutige Südflügel und ein erster Teil des Ostflügels. Kurz nach deren Fertigstellung folgte der Bau des zweiten, nördlichen Teils des Ostflügels. Dieser Flügel wurde 1638 durch Isabelle Salviati verändert. Sie ließ die heutigen Ochsenaugen ausbrechen und Lukarnen mit Volutengiebel im Dachgeschoss errichten. Auch im Inneren ließ sie in der Zeit zwischen 1633 und 1643 Umbauten vornehmen. So wurde unter anderem der Gardensaal umgestaltet und das Esszimmer mit einer neuen Täfelung ausgestattet. Außerdem stammen mehrere Kamine des Schlosses aus jener Zeit, zum Beispiel derjenige des Großen Salons.
Erneute Veränderungen fanden erst wieder während des 18. Jahrhunderts unter der Familie Burgeat statt. Sie ließ die alten Schlossgebäude mit einigem Komfort ausstatten und gab den Gärten ihr heutiges, barockes Aussehen, indem sie den Nutzgarten neu bepflanzen ließ. Außerdem legte sie einen Fischteich an und errichtete eine Orangerie. 1835 ging es mit dem Schloss wirtschaftlich bergab, was sich in Umgestaltungen des Parks bemerkbar machte. 78 Hektar seiner Fläche wurde durch Rodung zu landwirtschaftlichen Flächen für den Pächter der Gebäude im Wirtschaftshof umfunktioniert. Der allmählich verwahrloste Garten wird seit 1996 wiederhergestellt.
Die letzten Bauarbeiten am Schloss fanden ab 2005 statt und dauerten ein Jahr. Sie dienten der Restaurierung einiger Räume und ihrer Ausstattung.